# Verónica Sánchez Orpella
Verónica Sánchez Orpella (Barcelona, 1983) és escriptora. Ha fet de marinera i és llicenciada en humanitats i en periodisme. Ha col·laborat en diversos mitjans de comunicació —com a redactora a El País (2008), amb ressenyes literàries a la revista Quimera (2009-2010) i fent la contraportada dels dilluns de l'edició de Barcelona del diari El Punt (2008-2011)— i des del 2008 és professora de llengua, literatura i història a Aula Escola Europea.
El 25 de novembre del 2014 va rebre el IV Premi Carlemany per al Foment de la Lectura per la novel·la Coses que no podrem evitar (Columna, març de 2015). El premi, que el decideix, després d'una preselecció d'un jurat adult, un grup de nou joves entre 14 i 16 anys dels tres sistemes educatius d'Andorra, està dotat amb 10.000 euros i el convoca el Govern d'Andorra, Grup 62 i la Fundació Enciclopèdia Catalana.
L'any 2004 va ser finalista de la primera edició del concurs Tiempo de Relatos, organitzat per Booket (Planeta), amb el conte Continuidades.